# Скијашко трчање на Зимским олимпијским играма 1932.
Скијашко трчање на Зимским олимпијским играма 1932. је садржавало две дисциплине, трку на 50 km која се одржала у среду 10. фебруара 1932. године и трку на 18 km која се одржала у суботу 13. фебруара 1932. године.

## Освајачи медаља

### 18
- Стварна дужина: 19,7

| Медаља | Држава   | Спортиста           | Резултат |
| Злато  | Шведска  | Свен Утерстрем      | 1:23:07  |
| Сребро | Шведска  | Аксел Викстрем      | 1:25:07  |
| Бронза | Финска   | Вели Саринен        | 1:40:11  |
| 4.     | Финска   | Мати Лапалаинен     | 1:26:31  |
| 5.     | Норвешка | Арне Рустадстуен    | 1:27:06  |
| 6.     | Норвешка | Јохан Гретумсбратен | 1:27:15  |
| 7.     | Финска   | Валмари Тоика       | 1:27:51  |
| 8.     | Норвешка | Оле Стенен          | 1:28:05  |
| 9.     | Финска   | Ваине Ликанен       | 1:28:30  |
| 10.    | Шведска  | Нилс Свард          | 1:29:05  |

### 50
| Медаља | Држава       | Спортиста        | Резултат |
| Злато  | Финска       | Вели Саринен     | 4:28:00  |
| Сребро | Финска       | Ваине Ликанен    | 4:28:20  |
| Бронза | Норвешка     | Арне Рустадстуен | 4:31:53  |
| 4.     | Норвешка     | Оле Хеге         | 4:32:04  |
| 5.     | Норвешка     | Сигурд Вестад    | 4:32:40  |
| 6.     | Шведска      | Свен Утерстрем   | 4:33:25  |
| 7.     | Финска       | Тауно Лапалаинен | 4:45:02  |
| 8.     | Шведска      | Јохан Линдгрен   | 4:47:42  |
| 9.     | Шведска      | Густаф Јонсон    | 4:49:52  |
| 10.    | Чехословачка | Антони Бартоњ    | 4:52:24  |

## Земље учеснице
Крос контри скијаши из Аустрије и Француске су учествовали само у дисциплини 18 km, а шеснаест крос контри скијаша је учествовалу у обе дисциплине.
У крос контрију је учествовало укупно 58 скијаша из 11 земаља:
- Аустрија (3)
- Канада (7)
- Чехословачка (4)
- Финска (5)
- Француска (5)
- Италија (6)
- Јапан (6)
- Норвешка (6)
- Пољска (4)
- Шведска (6)
- Сједињене Америчке Државе (7)

## Медаље по државама
| Ранг | Држава   | Злато | Сребро | Бронза | Укупно |
| 1    | Финска   | 1     | 1      | 1      | 3      |
| 2    | Шведска  | 1     | 1      | 0      | 2      |
| 3    | Норвешка | 0     | 0      | 1      | 1      |